# Enkelo Wabe
Enkelo Wabe (ou Inkolo Wabe) est un woreda du centre-est de l'Éthiopie situé dans la zone Arsi de la région Oromia. Avec 58 561 habitants en 2007, il reprend la partie orientale de l'ancien woreda Bekoji. Son centre administratif est Siltana.
Limitrophe des zones Bale et Mirab Arsi à l'est, Enkelo Wabe est entouré dans la zone Arsi par les woredas Sherka au nord et Limuna Bilbilo à l'ouest.
Siltana se situe dans l'ouest du woreda autour de 3 000 m d'altitude. La seconde agglomération du woreda, Mechitu, est plus à l'est  vers 2 200 m d'altitude et à une dizaine de kilomètres de Siltana. 
Au recensement national de 2007, le woreda compte 58 561 habitants et 12 % de la population est urbaine. La majorité (62 %) des habitants du woreda sont orthodoxes, 37 % sont musulmans et moins de 1 % sont protestants. Siltana et Mechitu comptent respectivement 4 974 et 1 828 habitants.
En 2022, la population du woreda est estimée à 86 473 personnes avec une densité de population de 272 personnes par km2 et 318 km2 de superficie.